# ウルフ賞
ウルフ賞（ウルフしょう、Wolf Prize）は、1978年に第1回授賞式が行われた、その年に優れた業績をあげた科学者、芸術家に与えられる賞である。

## 概要
この賞は、ドイツで生まれ、キューバに移住して在イスラエル大使となった発明家のリカルド・ウルフが1975年にイスラエルに設立したウルフ財団によって授与される。受賞部門は農業、化学、数学、医学、物理学、芸術の6つで、芸術部門は建築・音楽・絵画・彫刻について隔年で選ばれる。受賞者には賞状と賞金10万米ドルが贈られる。財団は、賞は「毎年授与される」と説明しているが、実際には毎年は授与されていない。部門によって受賞者なしの年や、2年間に跨がって選出された年もある。
ウルフ賞の物理学部門と化学部門は、この分野におけるノーベル賞に次いで権威のある賞としばしばみなされる。特に物理学部門はノーベル物理学賞の前哨戦とも言われ、1978年から2023年の間に受賞した46人のうち、26人が後にノーベル賞を受賞した。
医学部門は、ノーベル生理学・医学賞とラスカー賞に次いで3番目に権威があるとみなされる。アーベル賞が創設されるまでは、数学部門は「ノーベル数学賞」に最も近いものとみなされていた。フィールズ賞が、4年ごとに40歳以下の数学者にしか授与されなかったからである。農業部門も「ノーベル農業賞」とみなされている。